# Chasseur/Victime
Chasseur/Victime (titre original : Hunter/Victim) est un roman de Robert Sheckley, publié en 1988.

## Place dans l'œuvre de Sheckley
- C'est le troisième et dernier volet d'une trilogie sans réelle cohérence, dont le point commun est la chasse à l'homme et le meurtre légal.
- Elle fut initiée en 1953 par la nouvelle La Septième Victime (The Seventh Victim), qui fut adaptée au cinéma par Elio Petri sous le titre La Dixième Victime (La Decima Vittima). À son tour, Robert Sheckley tira un roman du film, également intitulé The Tenth Victim.
- Le second volet, Arena (Victim Prime), fut publié en 1987.
- Une autre nouvelle de Sheckley, Le Prix du danger (The Prize of Peril), parue en 1958, traite également d'un sujet similaire. Elle raconte les sept dernières heures d'un épisode du jeu télévisé Le prix du danger au cours duquel plusieurs chasseurs traquent une proie humaine.

## Résumé

### Contexte de l'action
L'action se déroule à la fin du XXe siècle.
L'humanité est en danger. En effet, « l'industrialisation forcenée », la croissance démographique, les multiples formes de pollution ont mis l'environnement dans un état catastrophique. Les écosystèmes abimés, les réserves d'eau et d'énergie usées. « Malheureusement, la civilisation était victime de son élan auto-destructeur ». 
Trois organisations agissent dans l'ombre :
- La C.I.A. soutient des contre-révolutionnaires sud-américains : « ce sont nos pourris ». Mais elle n'agit plus par idéologie, seulement par souci de rentabilité (elle doit « dégager des bénéfices »).

- La Bahamas Corporation, entreprise privée composée de savants ayant décidé de protéger l'humanité de la catastrophe par des moyens illégaux. Elle utilise le crime afin de se financer (trafic de drogue et d'armes, terrorisme, etc.).

- La Chasse : organisation secrète et illégale qui organise des Chasses. Son maître à penser, le Maître de Chasse, considère que le seul palliatif possible à la guerre est le meurtre. Il se fonde sur une conception des humains comme des « bêtes de proie ». La Chasse a le soutien de beaucoup d'Américains, dont des sénateurs : elle est en voie d'être légalisée au début du récit.

### Résumé détaillé de l'action

#### Première partie: Naissance d'un chasseur
Franck et Claire Blackwell sont en vacances à Paris. Claire est tuée par un commando terroriste ; Franck rentre désespéré aux États-Unis. Le commando qui a tué sa femme vient d'être abattu, et il semble que rien ne puisse satisfaire son besoin de vengeance, sinon tuer. Il retrouve un ancien légionnaire devenu barman, Minska, pour s'engager dans la légion. Mais Minska le met en contact avec la mystérieuse et secrète organisation de la Chasse, dirigée par le Maître de Chasse. Franck accepte de devenir Chasseur d'une Victime, Guzman, un homme qui commandite le genre d'actions dans laquelle Claire est morte. Il commence à suivre une instruction destinée à faire de lui un tueur. Mais sans qu'il le sache, il est un rouage dans un plan qui le dépasse. 

#### Deuxième partie: Naissance d'une victime
Au Honduras, Miguelito, chef des contras, projette un coup d'État pour prendre le pouvoir au Nicaragua. Mais il a besoin d'armer ses hommes. Il compte sur Casas pour les obtenir. Casas prend contact avec la Bahamas Corporation, codirigée par Dahl, qui consent un prêt en espérant se faire rembourser sur les impôts futurs du Nicaragua. Le risque financier est faible, puisque le vendeur d'armes, Framijan, est leur associé : l'argent ne fera que passer d'une de leurs main à l'autre. La transaction doit avoir lieu à Miami, par l'intermédiaire de Guzman sur le compte duquel sera versé l'argent. Guzman en informe Blake, agent de la C.I.A., et obtient son accord moyennant une commission. Il contacte Framijan pour passer le contrat. Mais son neveu, Juanito, informe un homme de la transaction. L'instruction de Franck est brutalement interrompue : Guzman va pouvoir être approché. C'est Minska qui servira de Guetteur. 

#### Troisième partie: Miami
Blackwell et Minska arrivent séparément à Miami. Ils se retrouvent à l'hôtel de Minska, et parviennent à entrer de nuit chez Framijan qu'ils séquestrent. Framijan est convaincu par les deux hommes d'envoyer Blackwell à sa place pour la transaction avec Guzman. Minska restera surveiller Framijan, Blackwell devant effectivement récupérer l'argent avant de tuer Guzman. Mais ce qu'ignore l'ancien légionnaire, c'est que Framijan doit contacter chaque jour à minuit la Bahamas Corporation. L'organisation, en l'absence de nouvelles de son associé, mandate la superbe et impitoyable Mercedes Brannigan pour éclaircir la situation. Mercedes décide de faire observer la villa de Framinjan, puis va chez Guzman.

#### Quatrième partie: Préparation du meurtre
Blackwell se rend chez Guzman qui lui remet la moitié de la somme et l'invité à récupérer le reste après la livraison des armes, à une soirée chez lui. Blackwell, en possession du chèque, tente de tuer Guzman avec un poison, mais Mercedes l'en empêche et l'éloigne de la villa de Guzman. Un instant plus tard, Guzman est informé qu'il est la Victime dans une Chasse (c'est le Maître de chasse lui-même qui est à l'origine de la fuite). Dickerson, de la C.I.A., est l'homme que Juanito a informé de la transaction, ainsi que le supérieur de Blake. Il informe ce dernier de la Chasse dont Guzman est la Victime. Blackwell et Mercedes ont couché ensemble, et s'apprêtent à se rendre tous les deux à la soirée de Guzman, pendant que Minska laisse Framijan avec une bombe qui exposera au moindre mouvement.

#### Cinquième partie: Les chiens sont lâchés
Guzman a deviné que Blackwell est son Chasseur, mais le laisse en vie pour la transaction. Blake, qui cherche à localiser le Chasseur pour éviter que Guzman ne soit tué, est emmené par un indicateur à la soirée chez celui-ci. Minska laisse Framijan immobilisé par une bombe qui se déclenchera au moindre mouvement, pour retrouver Blackwell. Pendant ce temps, Mercedes a envoyé Alvarez qui libère Framijan. 
Mercedes et Blake sont à la soirée de Guzman pour empêcher Blackwell de tuer ce dernier. Ayant consommé de la drogue, Blackwell ne parvient pas à tuer sa victime : Guzman est à nouveau sauvé par Mercedes. Blackwell est enfermé par Guzman. L'instant que le Maître de Chasse attendait est enfin arrivé : il décolle pour Miami. Blackwell parvient à s'évader grâce à... d'Alvarez et Framijan, qui veulent savoir pour le compte de qui il travaille. Ils l'emmènent dans un bar pour le cuisiner, mais d'autres hommes arrivent et un massacre s'ensuit. Blackwell s'enfuit en voiture, poursuivi par une Lamborghini.

#### Sixième partie: L'exécution
Deux séquences se déroulent parallèlement :
- Le patron de Dickerson lui donne l'ordre de se rendre (avec Blake) à un rendez-vous sollicité par Dahl, de la Bahamas Corporation. Mais Dahl pensait que c'était la C.I.A. qui voulait le voir. En fait, c'est le Maître de Chasse, parton de Dickerson, qui les a fait venir au même endroit. Il convainc Dahl que la légalisation de la Chasse est le seul moyen de sauver l'humanité. Mais Dahl n'est que l'un des dix directeurs de l'organisation. En fait, il est le dernier vivant, puisque le Maître de Chasse a fait exécuter les neuf autres.

- Pendant ce temps, la Lamborghini de Guzman et Mercedes a rejoint Blackwell, dont la voiture a roulé dans un marécage des Everglades. Guzman a décidé de renverser les rôles : il va chasser Blackwell. Blackwell est blessé, et Guzman va l'achever quand Mercedes tue celui-ci. Elle est à son tour tuée par Minska.

Six mois plus tard, le Congrès vient de voter la loi sur le Meurtre Légal en combinaison avec le décret sur la Pureté des Eaux, des Terres et de l'Air. Blackwell a du mal à pardonner à Minska le meurtre de Mercedes, mais accepte de repartir avec lui pour une nouvelle Chasse.

## Analyse
Le roman se rattache de manière très lâche au genre de la science fiction (quelques gadgets james-bondiens au second degré). Il s'agit plus d'une vision pessimiste du monde contemporain de l'écriture (fin des années 1980).

### Le plan du Maître de Chasse
L'intrigue est assez complexe et le plan du Maître de Chasse ne se dégage pas clairement. Le Maître de Chasse souhaite voir Dahl à la tête de la Bahamas Corporation, afin de faciliter la légalisation de la Chasse. Pour cela, il s'agit d'éliminer les neuf autres dirigeants de l'organisation. Mais il faut également s'assurer que Dahl est acquis à sa cause, en réunissant Dahl (Bahamas Corporation) et Dickerson (C.I.A.) pour les convaincre.
Il profite de l'achat d'armes en vue d'une contre-révolution pour lancer une son Chasseur (Blackwell) aux trousses de Guzman, élément-clé dans la transaction. La Bahamas Corporation et la C.I.A. voulant que la transaction ait lieu, et donc voulant sauver Guzman, il devient possible de les réunir.

### Le thème de la chasse
Le thème de la chasse n'est pas nouveau chez Sheckley, puisque Chasseur/Victime est le troisième volume de la trilogie de la chasse, les deux premiers étant La Dixième Victime et Arena. D'autres histoires de Sheckley, comme Le Prix du danger ou La Septième Victime mettent en scène un chasse.

### Le thème de la fin du monde
Ce thème est central dans la nouvelle La montagne sans nom de Sheckley où la Terre est frappée par les orages et les ouragans.